# Малинтанг
Малинтанг (известен также как Сорикмалинтанг) (индон. Malintang, Sorikmalintang) — покрытый лесом андезитово-дацитовый стратовулкан, находящийся на острове Суматра. Склоны вулкана относительно неэродированные. Скорее всего, за последние несколько тысяч лет он производил значительные извержения, хотя ни одно извержение не было подтверждено.
Малинтанг расположен к югу от подковообразной кальдеры с вулканическим озером диаметром 900 × 1500 м.